# Calímico
Na escala de tempo geológico, o Calímico é o período da era Mesoproterozoica do éon Proterozoico que está compreendido entre há 1600 milhões de anos e 1400 milhões de anos, aproximadamente. O período Calímico sucede o período Estatérico da era Paleoproterozoica de seu éon e precede o período Ectásico de sua era. Como os outros períodos de seu éon, não se divide em épocas.
Calímico vem do Grego κάλυμμα (kálymma), que significa cobertura.
A fase extensiva que se iniciou no Período Estatético continua por todo o Calímico. Nesse período se desenvolvem grandes bacias sedimentares sobre os terrenos que já estavam estabilizados, como é o caso do Rifeano, na Rússia, e da Bacia Cudapá, na Índia.
Ainda que predominem esses processos distensivos, em algumas áreas se iniciaram orogenias expressivas, como é o caso da Província Grenville, na América do Norte, e dos cinturões do centro da Austrália.
Na Plataforma Sulamericana predominaram os processos extensivos, como por exemplo as manifestações anorogênicas da Suíte Serra da Providência no norte do Brasil, com idades em torno de 1.600 Ma